# Cantón Chimbo
Cantón Chimbo är en kanton i Ecuador.   Den ligger i provinsen Bolívar, i den centrala delen av landet, 170 km söder om huvudstaden Quito.